# Марк Валерий Месала (консул 161 пр.н.е.)
Вижте пояснителната страница за други личности с името Марк Валерий Месала.
Марк Валерий Месала (на латински: Marcus Valerius Messalla) e политик на Римската република през 2 век пр.н.е.
Произлиза от клон Месалии на фамилията Валерии. Син е на Марк Валерий Месала (консул 188 пр.н.е.) и внук на Марк Валерий Максим Месала (консул 226 пр.н.е.) и правнук на Маний Валерий Максим Корвин Месала (консул 263 пр.н.е.).
През 161 пр.н.е. е избран за консул заедно с Гай Фаний Страбон. През 154 пр.н.е. е цензор.